# Jean-Louis Roard
Jean-Louis Roard, œnologue, était directeur des teintures des Manufactures impériales et l'auteur d'un ouvrage sur la culture de la vigne. Il est né le 5 septembre 1775 à Noyers et mort le 11 novembre 1853 à Paris.

## Publications
- Abrégé du traité théorique et pratique sur la culture de la vigne, avec l'art de faire le vin, les eaux-de-vie, esprit de vin, vinaigres simples et composés par MM. Jean-Antoine Chaptal, François Rozier, Antoine Parmentier et Dussieux, Paris, Arthus-Bertrand, 1806. C'est à la demande de Jean-Antoine Chaptal, alors ministre, qu'il rédigea ce livre. C'est un manuel pratique spécialement destiné aux vignerons, rédigé d'après l'ouvrage fondamental de Chaptal, Rozier, Parmentier paru en 1801 en 2 volumes. Références à Maupin, Olivier de Serres et Rozier. - Nouvelles découvertes sur la fermentation, améliorations des vins médiocres, alambic et fourneau de nouvelle construction, etc.